# Persea indica
Espèce
Classification phylogénétique
Statut de conservation UICN

 LC  : Préoccupation mineure
Persea indica, le Laurier royal ou Acajou de Madère,, est une espèce de plantes à fleurs de la famille des Lauracées. C'est un arbre dans son aire de répartition. Il est un des deux symboles de la nature de La Gomera.

## Description
C'est un arbre au feuillage persistant. Il est menacé par la disparition progressive de son habitat.

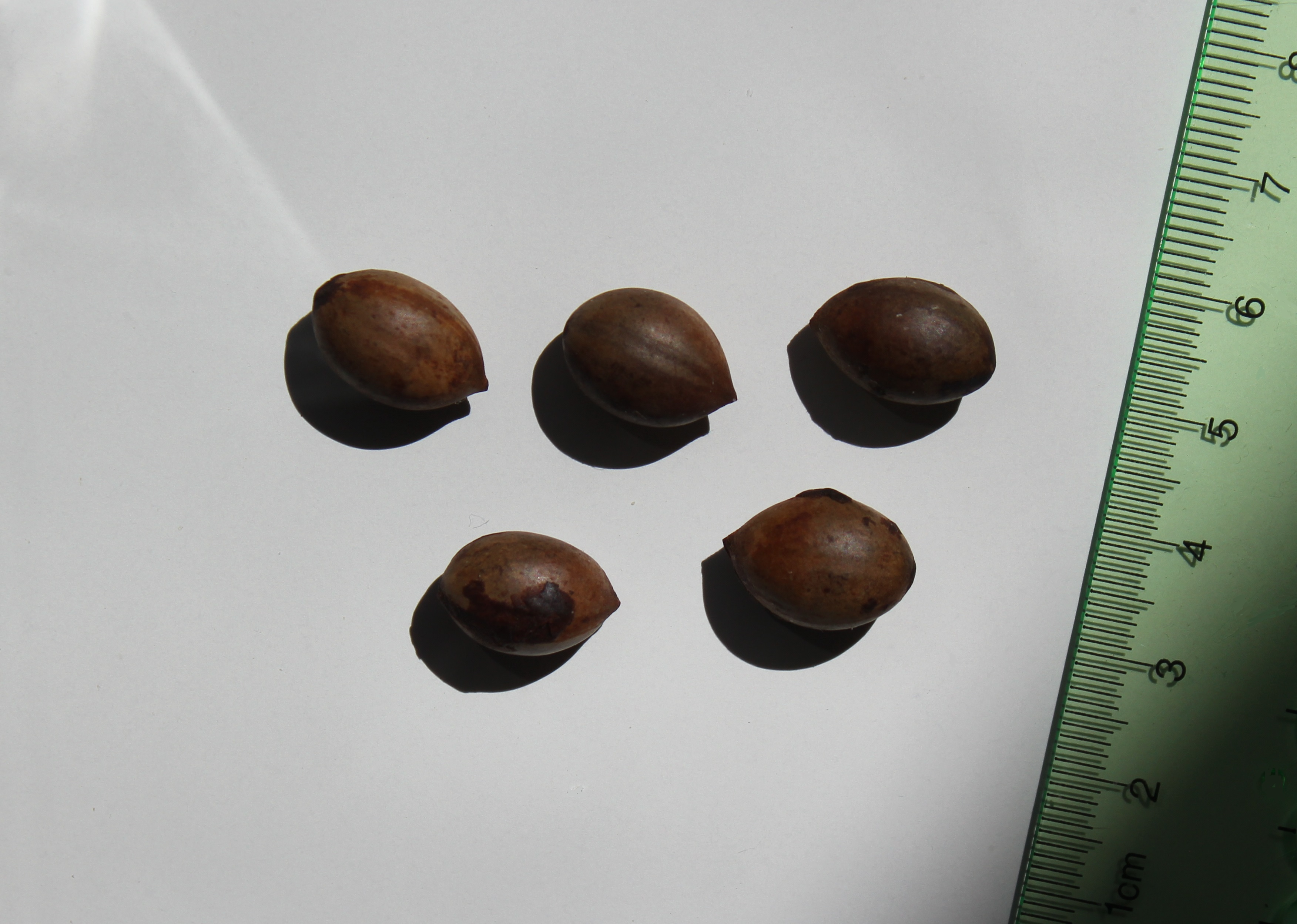
graines.
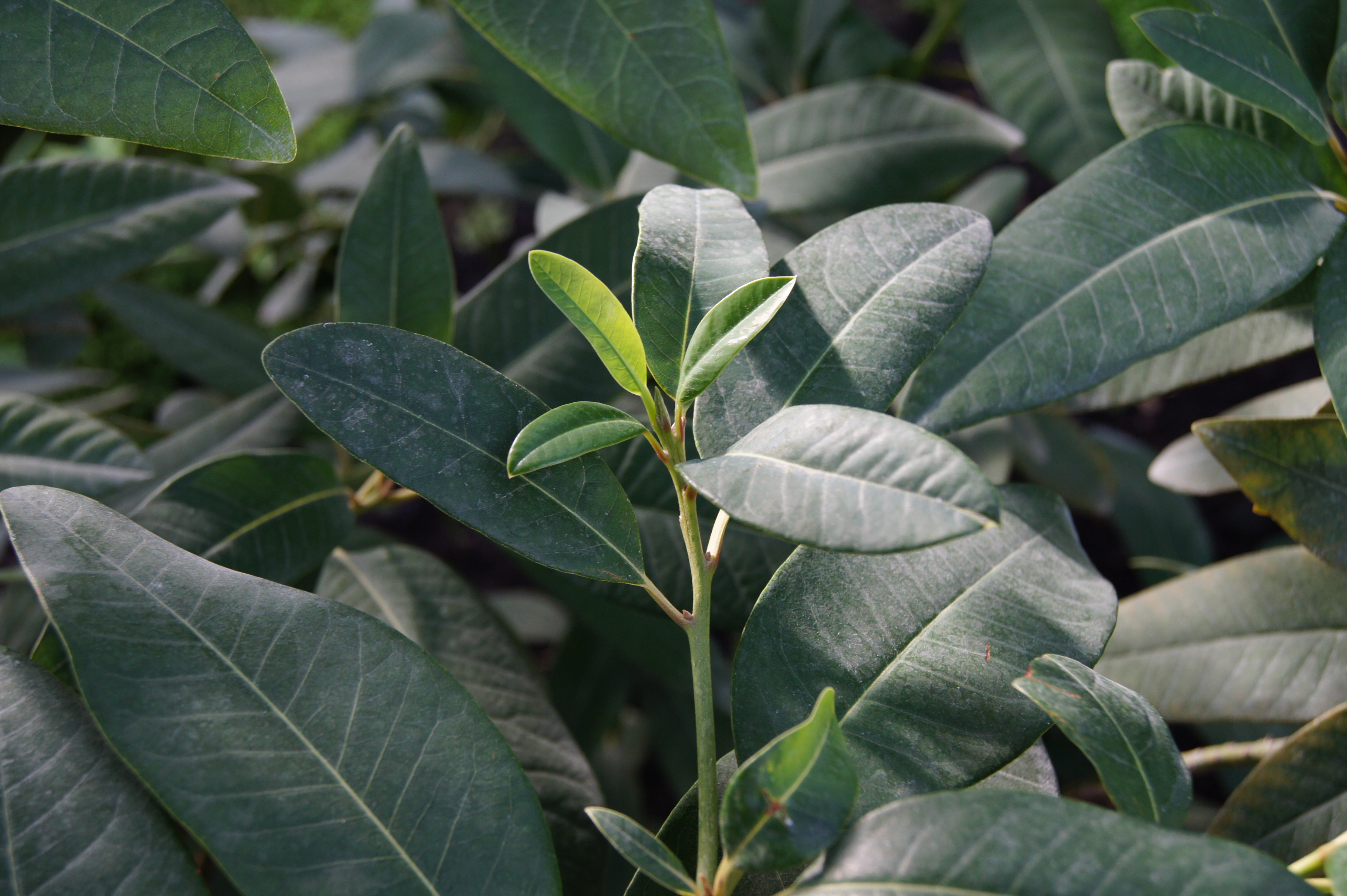

## Origines et distribution
Originaire des Açores, de Madère et des îles Canaries, c'est une des espèces qui compose la laurisylve.